# 阿尔·杰克逊
阿尔文·杰克逊（英語：Alvin Jackson，1943年7月29日—），美国NBA联盟前职业篮球运动员。